# Eleuterobina
Eleuterobina é um glicosídeo diterpeno marinho com atividade anticâncer.